# Тиене
Тиѐне (на италиански и на венециански: Thiene) е град и община в Северна Италия, провинция Виченца, регион Венето. Разположен е на 147 m надморска височина. Населението на общината е 24 363 души (към 2015 г.).